# Мейзерська Тетяна Северинівна
Мейзерська Тетяна Северинівна (26 листопада 1952, с. Ісаєве Миколаївський район Одеська область) — літературознавчиня, доктор філологічних наук, професорка.

## Основні праці
Проблеми індивідуальної міфології: міфотворчість Шевченка.
О., 1996; Поетичні візії Лесі Українки: онтологія змісту і форми.
О., 1996 (співавт.); Голос землі і совісті.
До літературного портрета Олекси Шеренгового.
О., 2001; Re-presence: відлуння Сходу в українській літературі ХІХ ст.
О., 2009; Типологія імагінативного мислення Т. Шевченка
// Шевченкозн. студії: Зб. наук. пр. К., 2013. Вип. 16.